# Nikolassee (dzielnica)
Nikolassee, Berlin-Nikolassee – dzielnica (Ortsteil) Berlina w okręgu administracyjnym Steglitz-Zehlendorf. Od 1 października 1920 w granicach miasta.
W dzielnicy znajduje się przystanek kolejowy Berlin-Nikolassee.